# Rob Schneider
Robert Michael Schneider (San Francisco, Kalifornia, 1963. október 31. –) amerikai színész, komikus, forgatókönyvíró és rendező. A Stand-up comedy és az NBC Saturday Night Live című vígjátéksorozatának veteránja, majd játékfilmes karriert futott be, többek között főszerepet játszott a Tök alsó, a Tök állat, a Tökös csaj, a Lúzer SC és a Nagyfiúk című vígjátékokban. Lánya, Elle King énekesnő, dalszerző.

## Élete
Schneider a kaliforniai San Franciscóban született és a közeli Pacifica településen nőtt fel. Édesanyja, Pilar Schneider óvónő volt, majd a városi iskolaszékben elnökölt. Édesapja, Marvin Schneider ingatlanügynökként dolgozott. Két húga van: Chloe Autumn és Elle Schneider. Nővére, April Schneider 1959-ben született. Bátyja, John Schneider menedzser. 1982-ben érettségizett a Terra Nova High Schoolban, majd a San Francisco State Universityre járt. Nagy hatással volt rá a Monty Python csoport, Peter Sellers, valamint Gene Wilder és Richard Pryor. Már 15 évesen (1978) fellépett a saját maga által írt szkeccsekkel, s a középiskola befejezése után fél évig Európában turnézott. 1990-ben egy sor meghallgatás után felfigyelt rá a Saturday Night Live akkori producere és egy csapásra ismertté tette, s 1994-ig rendszeres szereplőként jelentkezett. Első jelentősebb filmszerepe a Reszkessetek, betörők! 2. – Elveszve New Yorkban volt, s a vígjátékok sorát a Beverly Hill dilivel, illetve az Adam Sandler által fémjelzett A vizesnyolcassal folytatta. 1999-ben főszerepet játszott a Tök alsó című játékfilmben. 2004-ben szerepet kapott Az 50 első randi című vígjátékban. 2007-ben a Kegyenc fegyenc című film producere és rendezője volt. 2008-ban a Ne szórakozz Zohannal! című filmben láthattuk.
Rob Schneidert és Adam Sandlert szoros barátság köti össze. Az évek során több filmben is együtt játszottak:
- 1998 A vizesnyolcas
- 1999 Apafej
- 2000 Sátánka – Pokoli poronty
- 2004 Az 50 első randi
- 2005 Csontdaráló
- 2006 Távkapcs
- 2007 Férj és férj
- 2008 Ne szórakozz Zohannal!
- 2010 Nagyfiúk

## Magánélete
Az egykori modelltől, London Kingtől 1989-ben egy lánya született, Elle King.
1996-ban létrehozta a Rob Schneider Music Foundationt. Az alapítvány segített visszavezetni a zeneoktatást Pacifica általános iskoláiba azáltal, hogy megtérítette a tanárok fizetését, és anyagi fedezetet biztosított hangszerekre és egyéb felszerelésekre.
Egykor társtulajdonos volt a DNA Lounge-ban, egy San Francisco-i night-clubban.
2011. április 23-án feleségül vette Patricia Azarcoya Arce televíziós producert a kaliforniai Beverly Hillsben. Első gyermekük, Miranda Scarlett Schneider 2012-ben született. 2016 szeptemberében született meg a pár második lánya, Madeline Robbie Schneider. A család támogatója a Tigres mexikói futballklubnak, melynek székhelye Patricia szülővárosában, Monterreyben található.
2020 decemberében családjával Arizonába költözött.

## Filmográfia

### Film
| Év   | Magyar cím                                       | Eredeti cím                         | Szerep                          | Magyar hang            | Rendező             |
| ---- | ------------------------------------------------ | ----------------------------------- | ------------------------------- | ---------------------- | ------------------- |
| 1989 | Marslakók, haza!                                 | Martians Go Home                    | kukkoló marslakó                |                        | David Odell         |
| 1991 | Rögbibunda                                       | Necessary Roughness                 | Chuck Neiderman                 | Győri Péter            | Stan Dragoti        |
| 1991 | Rögbibunda                                       | Necessary Roughness                 | Chuck Neiderman                 | Varga Gábor            | Stan Dragoti        |
| 1992 | Reszkessetek, betörők! 2. – Elveszve New Yorkban | Home Alone 2: Lost in New York      | Cedric, a londiner              | Stohl András           | Chris Columbus      |
| 1993 | Szörfös nindzsák                                 | Surf Ninjas                         | Iggy                            | Bolba Tamás            | Neal Israel         |
| 1993 | A pusztító                                       | Demolition Man                      | Erwin                           | Hegedüs Miklós         | Marco Brambilla     |
| 1993 | Beverly Hill-dili                                | The Beverly Hillbillies             | Woodrow Tyler                   | Pusztaszeri Kornél     | Penelope Spheeris   |
| 1995 | Dredd bíró                                       | Judge Dredd                         | Herman Ferguson                 | Galambos Péter         | Danny Cannon        |
| 1996 | Tűz a víz alá!                                   | Down Periscope                      | Martin T. "Marty" Pascal        | Háda János             | David S. Ward       |
| 1996 | Pinokkió                                         | The Adventures of Pinocchio         | Volpe                           | Stohl András           | Steve Barron        |
| 1998 | Rajtaütés                                        | Knock Off                           | Tommy Hendricks                 | Háda János             | Tsui Hark           |
| 1998 | Susan terve                                      | Susan's Plan                        | Steve                           | Józsa Imre             | John Landis         |
| 1998 | Susan terve                                      | Susan's Plan                        | Steve                           | Szőke-Kavinszky András | John Landis         |
| 1998 | A vizesnyolcas                                   | The Waterboy                        | Townie                          |                        | Frank Coraci (1.)   |
| 1999 | Tök alsó                                         | Deuce Bigalow: Male Gigolo          | Deuce Bigalow                   | Háda János             | Mike Mitchell       |
| 1999 | Apafej                                           | Big Daddy                           | Nazo, a szállító                | Józsa Imre             | Dennis Dugan (1.)   |
| 1999 | Muppet-show az űrből                             | Muppets from Space                  | tévéproducer                    |                        | Tim Hill            |
| 2000 | Sátánka – Pokoli poronty                         | Little Nicky                        | Townie                          | Józsa Imre             | Steven Brill (1.)   |
| 2001 | Tök állat                                        | The Animal                          | Marvin Mange                    | Józsa Imre             | Luke Greenfield     |
| 2002 | A kismenő                                        | Mr. Deeds                           | Nazo, az olasz szállító         | Vizy György            | Steven Brill (2.)   |
| 2002 | Tökös csaj                                       | The Hot Chick                       | Clive Maxtone / Jessica Spencer | Józsa Imre             | Tom Brady           |
| 2004 | Az 50 első randi                                 | 50 First Dates                      | Ula                             | Józsa Imre             | Peter Segal (1.)    |
| 2004 | 80 nap alatt a Föld körül                        | Around the World in 80 Days         | San Franciscó-i csavargó        | Józsa Imre             | Frank Coraci (2.)   |
| 2005 | Csontdaráló                                      | The Longest Yard                    | Punky                           | Józsa Imre             | Peter Segal (2.)    |
| 2005 | Tök alsó 2. – Európai turné                      | Deuce Bigalow: European Gigolo      | Deuce Bigalow                   | Józsa Imre             | Mike Bigelow        |
| 2006 | A nagyi szeme fénye                              | Grandma's Boy                       | Yuri Chow                       |                        | Nicholaus Goossen   |
| 2006 | Lúzer SC                                         | The Benchwarmers                    | Gus Matthews                    | Józsa Imre             | Dennis Dugan (2.)   |
| 2006 | Távkapcs                                         | Click                               | Habeeboo herceg                 | Józsa Imre             | Frank Coraci (3.)   |
| 2006 | Kiscsávó                                         | Little Man                          | Dinoszaurusz Rex                | Józsa Imre             | Keenen Ivory Wayans |
| 2007 | Férj és férj                                     | I Now Pronounce You Chuck and Larry | ázsiai pap                      | Józsa Imre             | Dennis Dugan (3.)   |
| 2007 | Kegyenc fegyenc                                  | Big Stan                            | Stan Minton                     | Józsa Imre             | Rob Schneider (1.)  |
| 2008 | Amerikai rémálom                                 | American Crude                      | Bill                            | Józsa Imre             | Craig Sheffer       |
| 2008 | Ne szórakozz Zohannal!                           | You Don't Mess with the Zohan       | Salim                           | Józsa Imre             | Dennis Dugan (4.)   |
| 2008 | Esti mesék                                       | Bedtime Stories                     | Indiai lóeladó / csaló (cameo)  | Józsa Imre             | Adam Shankman       |
| 2009 |                                                  | Wild Cherry                         | középiskolás lánya apja         |                        | Dana Lustig         |
| 2009 | Szexmentes övezet                                | American Virgin                     | Ed Curtzman                     | Epres Attila           | Clare Kilner        |
| 2010 | Nagyfiúk                                         | Grown Ups                           | Rob Hilliard                    | Józsa Imre             | Dennis Dugan (5.)   |
| 2010 |                                                  | The Chosen One                      | Paul Zadzik                     |                        | Rob Schneider (2.)  |
| 2011 | Ne csókold meg a menyasszonyt!                   | You May Not Kiss the Bride          | Ernesto                         | Háda János             | Rob Hedden          |
| 2013 |                                                  | InAPPropriate Comedy                | pszichológus / J. D.            |                        | Vince Offer         |
| 2015 | Nevetséges hatos                                 | The Ridiculous 6                    | Ramon Stockburn                 |                        | Frank Coraci (4.)   |
| 2017 | Sandy Wexler                                     | Sandy Wexler                        | Firuz                           |                        | Steven Brill (3.)   |
| 2020 | A másik Missy                                    | The Wrong Missy                     | Komante                         |                        | Tyler Spindel       |
| 2020 | Hubie, a halloween hőse                          | Hubie Halloween                     | Richie Hartman                  | Háda János             | Steven Brill (4.)   |
| 2022 | A hazai csapat                                   | Home Team                           | Jamie                           | Pusztaszeri Kornél     | Charles Kinnane     |
| 2022 | A hazai csapat                                   | Home Team                           | Jamie                           | Pusztaszeri Kornél     | Daniel Kinnane      |
| 2022 |                                                  | Daddy Daughter Trip                 | Larry Buble                     |                        | Rob Schneider (3)   |
| 2024 |                                                  | Dead Wrong                          | Ethan Boggs                     |                        | Rick Bieber         |
| 2025 | Happy, a flúgos golfos 2.                        | Happy Gilmore 2                     | Triciklizős cowboy              | Háda János             | Kyle Newacheck      |

### Szinkronszínészként
| Év   | Magyar cím                                    | Eredeti cím                                  | Szerep                  | Magyar hang    |
| ---- | --------------------------------------------- | -------------------------------------------- | ----------------------- | -------------- |
| 2002 | 8 őrült éjszaka                               | Eight Crazy Nights                           | kínai pincér / narrátor | Kassai Károly  |
| 2006 | Cápa csali                                    | Shark Bait                                   | Nerissa / egyéb hangok  | Barbinek Péter |
| 2011 |                                               | Top Cat: The Movie                           | Lou Strickland          |                |
| 2012 |                                               | Noah's Ark: The New Beginning                | Zed                     |                |
| 2012 |                                               | The Outback                                  | több szereplő           |                |
| 2012 |                                               | Wings                                        | Dodo                    |                |
| 2012 |                                               | The Reef 2: High Tide                        | több szereplő           |                |
| 2012 | Dínó kaland                                   | Dino Time                                    | Dodger                  | Bolba Tamás    |
| 2013 |                                               | The Little Penguin Pororo's Racing Adventure | Toto                    |                |
| 2014 | Shelby: A kutya, aki megmentette a karácsonyt | Shelby                                       | Shelby                  | Nagypál Gábor  |
| 2016 | Norm, az északi                               | Norm of the North                            | Norm                    | Kálid Artúr    |
| 2016 |                                               | The Adventures of Panda Warrior              | Patrick, Jimmy Ginseng  |                |
| 2017 |                                               | Ozzy                                         | Vito                    |                |
| 2021 | Kutyaösszeesküvés                             | Pups Alone                                   | Jose                    | Háda János     |
| 2023 | Leó                                           | Leo                                          | iskolaigazgató          | Dévai Balázs   |

### Televízió

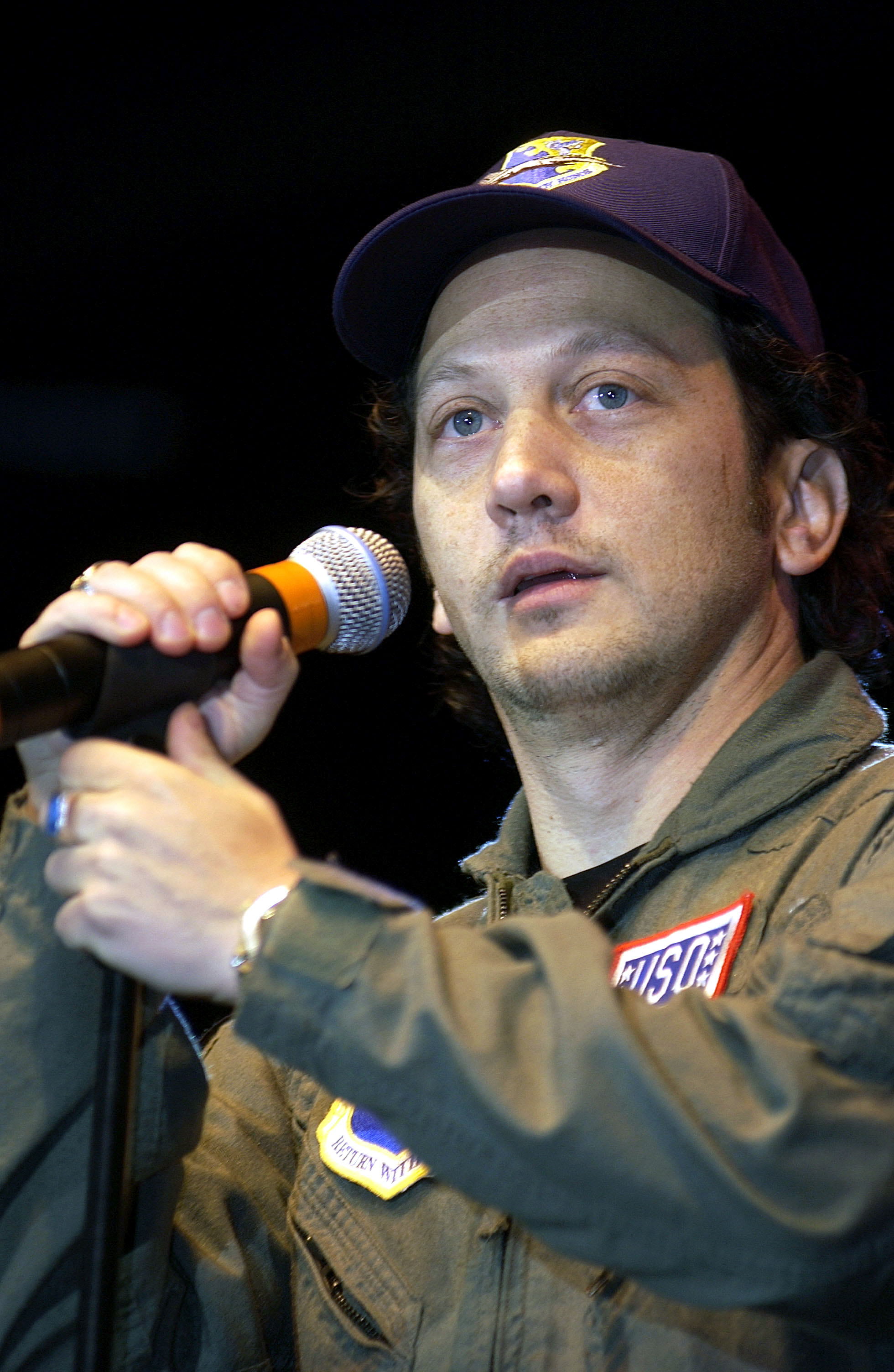
2001 novemberében

| Év        | Magyar cím          | Eredeti cím         | Szerep                  | Megjegyzések                                      |
| --------- | ------------------- | ------------------- | ----------------------- | ------------------------------------------------- |
| 1989      |                     | 227                 | Jeremy                  | 1 epizód                                          |
| 1990      |                     | Coach               | Leonard Kraleman        | 2 epizód                                          |
| 1990–1994 | Saturday Night Live | Saturday Night Live | több szereplő           | színész és forgatókönyvíró                        |
| 1996      | Seinfeld            | Seinfeld            | Bob Grossberg           | 1 epizód                                          |
| 1996–2001 | Mintapasik          | Men Behaving Badly  | Jamie Coleman           | főszereplő                                        |
| 1998      | Ally McBeal         | Ally McBeal         | Ross Fitzsimmons        | 1 epizód                                          |
| 2012      |                     | Rob                 | Rob                     | - főszereplő - alkotó és vezető producer          |
| 2013      | Amynek áll a világ  | Inside Amy Schumer  | Rich                    | 1 epizód                                          |
| 2014      | Vérmes négyes       | Hot in Cleveland    | Chill                   | - 1 epizód - magyar hangja: - Seszták Szabolcs    |
| 2015–2017 |                     | Real Rob            | Rob                     | - főszereplő - sorozat alkotója - vezető producer |
| 2016-2017 |                     | Hitting the Breaks  | Rupert Kalkbrenner      | 1 epizód                                          |
| 2021      |                     | The Masked Singer   | Hamster                 | televíziós vetélkedő (6. évad)                    |
| 2023      |                     | Chip Chilla         | Chum Chum Chilla hangja | 12 epizód                                         |

## Díjak és jelölések
- 2006 - Arany Málna díj – a legrosszabb színész (Tök alsó 2. – Európai turné)
- 2008 - Arany Málna-jelölés – a legrosszabb férfi epizódszereplő (Férj és férj)
- 2007 - Arany Málna-jelölés – a legrosszabb színész (Lúzer SC)
- 2006 - Arany Málna-jelölés – a legrosszabb forgatókönyv (Tök alsó 2. – Európai turné)
- 2006 - Arany Málna-jelölés – a legrosszabb páros (Tök alsó 2. – Európai turné)
- 1990 - Emmy Awards (jelölés) - Saturday Night Live
- 1991 - Emmy Awards (jelölés) - Saturday Night Life
- 1992 - Emmy Awards (jelölés) - Saturday Night Life
- 2000 - Blockbuster Entertainment Awards (jelölés) - Tök alsó
- 2000 - Razzie Awards (jelölés) - Apafej
- 2006 - MTV Movie Awards (jelölés) - Tök alsó 2 - Európai turné
- 2006 - Razzie Awards (jelölés) - Tök alsó 2 - Európai turné
- 2006 - Razzie Awards (nyert) - Tök alsó 2 - Európai turné
- 2006 - Teen Choice Awards (jelölés) - Lúzer FC
- 2007 - Razzie Awards (jelölés) - Lúzer FC
- 2008 - Razzie Awards (jelölés) - Férj és férj